# Austrobaileya scandens
Austrobaileya scandens ist die einzige Pflanzenart der Gattung Austrobaileya und der Familie der Austrobaileyaceae in der Ordnung der Sternanisartigen (Austrobaileyales).

## Beschreibung
Austrobaileya scandens wächst als immergrüne Liane. Sie enthält ätherische Öle.
Die gegenständigen, einfachen Laubblätter sind kurz gestielt, ledrig und ganzrandig. Sie sind eiförmig bis elliptisch, kahl und bespitzt bis zugespitzt. Nebenblätter sind vorhanden.
Einzeln aus den Blattachseln entspringen hängende, große, zwittrige, schraubig aufgebaute und gestielte Blüten, die einen Durchmesser von 4 bis 6 cm besitzen. Sie riechen unangenehm.
Die 12 bis 24 freien, dachigen Blütenhüllblätter sind ausgebreitet und sind verschiedengestaltig. Die äußersten sind kleiner, kelchblattartig und je weiter innen sie liegen, desto deutlicher haben sie eine kronblattartige Gestalt. Die inneren sind dunkelviolett gepunktet. In jeder Blüte gibt es sechs bis elf kurze, fertile und fleischige, petaloide Staubblätter und innen eine ähnliche Anzahl an petaloiden Staminodien. Die Staubblätter und Staminodien sind mehr oder weniger dunkelviolett gepunktet. Bei den sich zentripetal entwickelnden, laminaren Staubblättern sind die Staubbeutel ins Konnektiv eingebettet. Es sind 4 bis 14 (meist 6 bis 9) oberständige, freie Fruchtblätter mit verschleimten, zweiästigen Narben vorhanden. Die Bestäubung erfolgt durch Insekten (Entomophilie).
Die mehrsamigen, ellipsoiden bis kugelförmigen, orangen Beeren bleiben als Sammelbeere vereint und sind etwa 4–6 cm lang und 3–4 cm breit. Das mehlig bis schleimige Perikarp ist gelb. Die hellen Samen besitzen einen Durchmesser von etwa 2–2,5 cm. Die reifen, nach Kürbis duftenden Beeren fallen zu Boden und werden von Säugetieren oder Vögeln gefressen.

## Anatomie
Austrobaileye scandens ist die einzige Pflanzenart der Angiospermen, die Siebzellen ohne Geleitzellen besitzt.

## Inhaltsstoffe
An Inhaltsstoffen sind besonders Lignane zu nennen.

## Systematik
Es gibt nur eine Art in der Gattung und damit in der Familie:
- Austrobaileya scandens C.T.White (Syn.: Austrobaileya maculata C.T.White): Diese Art wächst nur im tropischen Regenwald des nordöstlichen Queensland in Australien auf einigen Bergen in Höhenlagen zwischen 380 und 1100 Metern.

Die Familie Austrobaileyaceae wurde 1943 von Léon Camille Marius Croizat in Cactus and Succulent Journal (Los Angeles), 15, S. 64 aufgestellt.
Austrobaileya scandens wurde 1933 von Cyril Tenison White in Ligneous plants collected for the Arnold Arboretum in North Queensland by S.F. Kajewski in 1929. In: Contributions from the Arnold Arboretum of Harvard University, 4: 29, t. IV erstbeschrieben. Es stellte sich heraus, dass die 1948 auch von C.T. White in A new species of Austrobaileya (Austrobaileyaceae) from Australia. In: Journal of the Arnold Arboretum, 29(3), S. 255 beschriebene Art Austrobaileya maculata ein Synonym von Austrobaileya scandens C.T.White ist.

## Namenserklärung
Der Gattungsname Austrobaileya ehrt Frederick Manson Bailey (1827–1915), einen (britisch-)australischen Botaniker und Irving Widmer Bailey (1884–1967), einen amerikanischen (Forst-)Botaniker. Die Artbezeichnung scandens bedeutet kletternd.